# Aboubacar Soumah (homme politique)
Pour les articles homonymes, voir Soumah.
Aboubacar Soumah est un député et homme politique guinéen.
Il est député à l'Assemblée nationale, élu le 22 avril 2020 jusqu'au 5 septembre 2021.

## Biographie

### Parcours politique
En 2013, il est élu député uninominal de Dixinn sous l'étendard de l’union des forces démocratiques de Guinée (UFDG) de Cellou Dalein Diallo. Président du parti « Guinée pour le développement et l'équilibre » (GDE), il est réélu député pour le GDE aux élections législatives du 22 mars 2020,.
Aboubacar Soumah est membre de la commission mines et industries du 22 avril 2020 au 5 septembre 2021 et il fait partie du groupe parlementaire Rassemblement républicain.